# Isla de Perejil
Perejil (en árabe: ليلى o تورا‎, Laila; en bereber, Tura) es un islote deshabitado en disputa territorial entre España y Marruecos. Se encuentra situado en el estrecho de Gibraltar (entre el mar Mediterráneo y el océano Atlántico), a unos 250 m de la costa continental de África y a unos 8 km al noroeste del núcleo urbano de la ciudad española de Ceuta.
En la actualidad se encuentra deshabitada y sin que exista ningún símbolo de soberanía por parte de ninguno de los dos países que reclaman el islote como propio. España afirma que la isla forma parte de su territorio, si bien su situación político-administrativa es oscura, ya que no es ni parte de la ciudad autónoma de Ceuta (el proyecto de Estatuto de Autonomía ceutí incluía el islote como territorio de la ciudad, pero tal referencia se retiró ante las protestas de Marruecos) ni considerado plaza de soberanía. Para Marruecos, su soberanía no ofrece dudas jurídicas y forma parte de su territorio nacional, por lo que le disputa su posesión a España, lo que dio lugar a un célebre incidente en 2002 (en el comunicado de prensa emitido por la agencia oficial marroquí MAP, equivalente a la Oficina de Información Diplomática española, el islote se describe como situado en l’intérieur des eaux territoriales du royaume, «en el interior de las aguas territoriales del reino»). Tras este incidente, ambos países firmaron una nota en la que se comprometían a volver a la situación anterior al incidente, de forma que el islote sería desalojado, sin abandonar ninguno de ellos, sin embargo, sus consideraciones territoriales.
Apenas doscientos metros separan la isla del continente. La profundidad del agua a sus pies llega a alcanzar entre 20 y 30 m. Entre la isla y la tierra firme está el fondeadero de Perejil, que puede dar cobijo a pequeñas embarcaciones, y ha sido utilizado tanto por pescadores, que en mal tiempo buscaban su protección, como por contrabandistas, que encontraban resguardo ante la belicosidad de los habitantes cercanos.
En la costa este aparecen dos pequeñas caletas, llamadas la más septentrional del Rey y la más meridional de la Reina. Cercana a esta caleta se hallan los restos de una torre y de un aljibe construidos por los portugueses. La isla cuenta con una cueva de tamaño suficiente para albergar en su interior a unas doscientas personas. 
Se encuentra deshabitada y apenas tiene algún tipo de flora o fauna. El clima es de tipo mediterráneo. Se registran temperaturas que oscilan entre los 15 °C en invierno y los 35 °C en verano.
Pascual Madoz, en su Diccionario geográfico-estadístico-histórico de España y sus posesiones de Ultramar, describía la isla del Perejil, dentro de la entrada dedicada al estrecho de Gibraltar, de la siguiente forma:

La expresada isla hállase sit. al pie de Sierra Bullones, cuya montaña es inaccesible y [sic] excesivamente alta, impracticable por la parte del N. Se eleva sobre el nivel del mar la citada isla 72 varas y 1/3, toda de piedra y cubierta de arbustos; su figura es casi triangular y su circunferencia de 2,200 varas formando un canal de fondo sobre arena, piedra y arena piedra, encontrándose de 14 brazas hasta 20 en sus 2 [sic] extremos del E. y O. y por su medianía 6, 5 y 4 brazas, igual calidad de fondo y lo mismo por la parte del N. Esta isla y la medianía de Sierra Bullones corren enfiladas al S. 17º E.; su proximidad a la falta de aquella sierra e igualdad con el color del ter. hacen difícil su distinción aunque se pase cerca sin embargo de su altura.

## Datos geográficos
- Coordenadas geográficas: latitud: 35°54′48,11″ N, longitud 5°25′03,34″ O.
- Extensión: sus dimensiones son de 500 m de largo por 300 m de ancho.
- Altitud máxima: de relieve muy accidentado, el punto más elevado de este peñasco se encuentra a 74 m s. n. m.

## Soberanía
La soberanía sobre el islote es reclamada tanto por España como por Marruecos. Uno de los argumentos españoles para dar fe de que la isla es española se basa en que el proyecto de autonomía de Ceuta de 1987 incluía el islote Perejil dentro del término municipal de la ciudad. Sin embargo, esto no quedó recogido en el texto definitivo de 1994 del Estatuto de autonomía de la ciudad.
Tras la llegada de un grupo de gendarmes marroquíes al islote en 2002, posteriormente relevados por infantes de marina y subsecuentemente desalojados por tropas españolas, la isla ha vuelto a quedar desalojada (statu quo ante), sin que exista ningún tratado bilateral o multilateral acerca de quién tiene la soberanía sobre el islote. Ni en el Tratado de Fez de 1912 ni en el tratado de independencia de Marruecos (Declaración conjunta hispano-marroquí de 7 de abril de 1956) se menciona la isla de Perejil. De acuerdo con la comparecencia de la ministra española de Asuntos Exteriores, Ana Palacio, ante la Comisión Conjunta de Asuntos Exteriores y Defensa del Congreso de los Diputados, el 17 de julio de 2002, dicho statu quo implica:

... la abstención de actos relativos a la misma, así como de cualquier asentamiento permanente y, por supuesto, cualquier permanencia de símbolos de soberanía.

La mayor parte de las poblaciones española y marroquí ignoraban su existencia hasta que el 11 de julio de 2002 un grupo de seis gendarmes marroquíes instalaron tiendas de campaña en una pequeña explanada situada entre las escarpadas paredes de roca de la isla, según Marruecos, para usarla como observatorio contra la inmigración ilegal y el tráfico de drogas. Este hecho provocó el incidente diplomático ante el que España exigió la vuelta al statu quo anterior a la ocupación marroquí.
España fue apoyada sin reservas por la inmensa mayoría de los países de la Unión Europea, con la excepción inicial de Francia y Portugal. En la mañana del 17 de julio, en la llamada «Operación Romeo-Sierra» —códigos radiofónicos de las letras R y S, «Recuperar Soberanía»— y cuyo coste final fue inferior al millón de euros, los seis soldados marroquíes que sustituyeron a los gendarmes fueron desalojados sin oponer resistencia alguna por tropas españolas pertenecientes al Mando de Operaciones Especiales (MOE) del Ejército de Tierra, en una acción conjunta con la Armada, que desplegó numerosos buques, y el Ejército del Aire, que proporcionó cobertura con aviones F/A-18 con base en Morón (Sevilla). Los gendarmes marroquíes fueron conducidos en helicópteros a la Comandancia general de la Guardia Civil de Ceuta, desde donde se les trasladó a la frontera con Marruecos. A lo largo de ese mismo día, las tropas especiales españolas fueron sustituidas por miembros de la Legión que permanecieron en el islote hasta que Marruecos, por mediación de los Estados Unidos, acordó el retorno al statu quo previo al 11 de julio en la isla, que ha quedado de nuevo desierta.
En su momento se apuntó como principal causa del incidente la reclamación por parte de Marruecos de Ceuta y Melilla. De hecho, diversos analistas apuntaron posteriormente que la desproporción de la fuerza militar empleada por España para recuperar el islote llevaba una advertencia implícita a Marruecos con respecto a sus reclamaciones sobre las dos ciudades norteafricanas y como posible maniobra de distracción sobre la situación en el antiguo Sáhara español y así poder incumplir las recientes resoluciones al respecto tomadas en el seno de la ONU y su Consejo de Seguridad.[cita requerida]

## Mitología

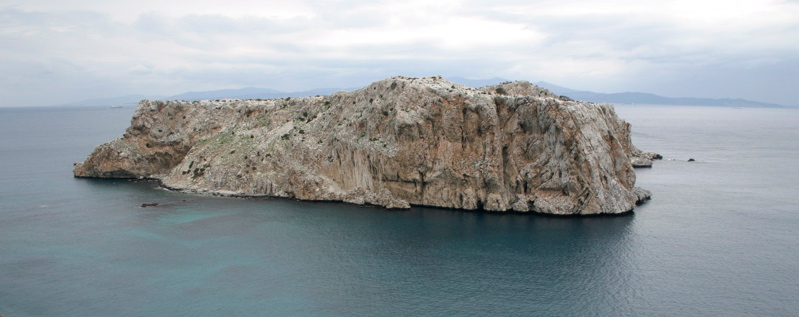
Vista del islote de Perejil desde la costa africana.

Ya en el siglo XIII a. C. hubo marineros micénicos que pasaron el estrecho de Gibraltar en busca de una ruta más segura para llegar a los ricos yacimientos de ámbar de los mares Báltico y Norte. Estos marineros trajeron las historias de ricas tierras pobladas de cabezas de ganado, árboles frutales e inmensas minas de metales preciosos y, como era costumbre en la cultura griega, fueron forjando mitos sobre ellas y atribuyéndoselas al explorador por antonomasia de su cultura: Heracles.
En su poema Gerionesis o Canción de Gerión, Estesícoro cuenta cómo Hércules separó las dos columnas que llevan su nombre y encontró una isla en el Océano del Oeste a la que llama Eritia (‘la roja’, como una de las Hespérides[cita requerida]). Esta narración es de gran importancia para la historiografía ibérica, pues constituye el primer texto escrito donde menciona la existencia de Tartessos, que después confirmó la arqueología. Según algunos autores contemporáneos, como Iván Burgos, Eritia sería la isla de Perejil, descrita como situada más allá de las columnas de Hércules, al oeste del Mediterráneo, ya en el curso del Océano.
En Eritia, Heracles debía terminar su décimo trabajo, que también debía ser el último. Según el mito, Eritia era la guarida del monstruo Gerión, que allí vivía con su manada de bueyes, el pastor Euritión y su fabuloso perro de tres cabezas Ortro (hermano de Cerbero). El mito cuenta que este héroe tuvo que cruzar el desierto de Libia y amedrentar al dios Helios con su arco para poder utilizar su copa (con la que la divinidad cruzaba el océano todas las noches para salir por el otro lado) y llegar hasta «más allá de las Torres de Hércules», matar a Euritión para robar los bueyes y llevárselos a Euristeo, rey de Tirinto.
El propio Estesícoro, así como Estrabón, en el tercer volumen de su Geografía, sitúan a Eritia en Tartessos.
Sin embargo, la identificación del monte Hacho de Ceuta como una de las columnas de Hércules no es unánime, siendo también frecuente identificar la columna africana como el monte Musa, a cuyos pies se encuentra la isla de Perejil. La Historia Natural de Plinio el Viejo identifica a Eritia con Gades, la actual Cádiz. Tampoco Hope en su libro Mitología Clásica identifica Eritia con ninguna isla actual. Pero sin duda, quedan descartadas las islas Canarias, Madeira o las Azores, lugar del mítico Jardín de las Hespérides, al que Heracles nunca llegó; fue Atlas el que lo hizo, razón por la que Euristeo no contabilizó ese trabajo.
Algunos autores, como el francés Victor Bérard, han identificado esta isla como la de Ogigia, en la cual, según la Odisea, la ninfa Calipso retuvo a Ulises durante siete años.

## Cronología histórica
- 21 de agosto de 1415: el rey de Portugal Juan I, con sus hijos Eduardo, Pedro y Enrique, conquistan la ciudad de Ceuta. El asalto se produjo simultáneamente en dos zonas de la ciudad, San Amaro y Fuente Caballo. Se redacta un tratado con el Reino de Fez que reconoce Ceuta como portuguesa, siendo Perejil considerada parte integrante de su territorio. Aún existen las ruinas de una torre de vigilancia y un aljibe erigido por los portugueses junto a la caleta de la Reina.
- 1580: tras la muerte de Sebastián I y Enrique I de Portugal, les sucede el rey Felipe II, con lo que la Corona portuguesa se incorpora a la Monarquía Hispánica, manteniendo su autonomía. El VII Duque de Medina Sidonia escribe el 17 de noviembre de 1580 desde Badajoz, al capitán Juan de Mena, reclamándole un informe sobre un proyecto de la fortificación de la isla; posteriormente es abandonado por ser sumamente costoso.
- 1610: según algunas fuentes, la isla es fortificada, pero acaba siendo abandonada por lo gravoso de su mantenimiento.
- 1640: al producirse la Guerra de Restauración portuguesa, Ceuta permanece leal al rey Felipe IV.
- 1668: tratado entre España y Portugal. Portugal reconoce la soberanía española «sobre Ceuta y sus dependencias» reinando Carlos II.
- 1746: el gobierno español estudia la fortificación de la isla, levantándose planos de la misma, pero se abandona la idea por lo caro y la escasa rentabilidad estratégica.
- 1762: el ingeniero Alonso de Figueroa elabora un nuevo proyecto de fortificación, en cuya memoria dice: «...que si fortificáramos la isla del Peregil y pusiéramos baterías de veinte y quatro, assi en esta como en las puntas llamadas del carnero y del fray, seríamos tan dueños del estrecho de Gibraltar como del suyo son los dinamarqueses».
- 1771: el ingeniero Felipe de Paz realiza un nuevo plano de la isla.
- 1779: el general José Orcasitas, gobernador de Ceuta, dispone el reconocimiento militar del islote de Perejil.
- 1808: Poco antes del comienzo de la guerra de la Independencia, Reino Unido había trasladado a la isla cien infantes y algunos artilleros provenientes de Gibraltar. España reclamó contra semejante intromisión y los ingleses abandonaron la isla. Llegó a publicarse una Real Orden del presidente de la Junta de Gobierno para que los ministros de la Guerra y Marina preparasen una expedición para recuperar la isla en aquella ocasión. La Junta de Cádiz estableció entonces una guarnición, con objeto de vigilar desde allí el paso de las naves napoleónicas por el estrecho, haciéndose entonces algunos trabajos de defensa y artillándola. Poco tiempo después arriban a la isla algunos soldados ingleses de la guarnición de Gibraltar para reforzar las fuerzas españolas.
- 1813: Fernando VII da orden de evacuar la isla por razones económicas. Los británicos se retiran.
- 1836: los Estados Unidos tratan de entablar negociaciones para que se les permitiese establecer de una estación carbonera, pero el Reino Unido veta la pretensión estadounidense.
- 1848: indígenas de la cabila de Anyera llevan a cabo actos de hostigamiento contra Ceuta, lo que motivó una enérgica reclamación de Narváez ante el sultán de Marruecos exigiendo una rectificación de las fronteras. La decisión española aconseja al sultán Muley Abderrahaman aceptar una extensión del dominio español hasta Jadú. La reacción del gobierno británico no se hace esperar y, al no reconocer los nuevos derechos españoles sobre la isla de Perejil tratan de invadirla con fuerzas de la guarnición de Gibraltar. Alertado el gobierno español de los propósitos británicos, ordena que un batallón del regimiento de Ceuta ocupe la isla. Tras una nueva reclamación, los británicos terminan por reconocer los derechos de España sobre el polémico islote.
- 1859: ante la inminencia de la Guerra hispano-marroquí, el gobierno británico comunica al presidente del gobierno español, Leopoldo O'Donnell la imposición británica hacia España de «no ocupar ningún punto en el Estrecho cuya posesión diera a España una superioridad peligrosa para la navegación», en referencia directa a la isla de Perejil.
- 1887: el Reino Unido reconoce nuevamente la soberanía española sobre Perejil. El gobierno español intenta establecer un faro en la isla, a fin de reducir el peligro para la navegación. Las autoridades marroquíes protestan por la colocación de unos puntales de hierro con la bandera española, puntales que España alegaba servirían para la construcción de un faro, y que finalmente fueron retirados por delegados marroquíes, lo que se interpretó como una renuncia a la soberanía. Según La Ilustración Española y Americana:

La humilde isla del Perejil, situada á unas seis millas de Ceuta, islote estéril y de pocas aplicaciones, ha salido en estos días de su obscuridad, por el propósito que ha tenido el Gobierno de colocar en ella un faro que guie á los buques en aquellas aguas. Los moros de Tánger parece que se alarmaron por aquella obra para ellos de utilidad tan inmediata. No recordaban, porque España no había utilizado nunca aquella peña, que es un fragmento de nuestros territorios africanos. Y como no se trata de colocar sino una luz para que todo el mundo vea claro, ¿en qué puede ofender esa luz á nuestros vecinos de Tánger? ¿Les hará daño á la vista? No vean por consiguiente nada obscuro, en lo que de justicia tiene tanta claridad. Cuando los ingleses echaron un cable á Tánger, como si quisieran remolcar hacia Londres aquella población, nada dijeron, porque al fin y al cabo aquello les convenía. Cierre aquí los ojos el que no quiera ver luz, pero deje que vean de noche en aquellas revueltas aguas los pescadores y marinos.

Pero estamos conformes con La Época: este asunto debe dilucidarse tranquila y amistosamente con los vecinos de África; el Sr. Ortega Munilla dice en un telegrama dirigido á El Imparcial que no se arrió la bandera española del islote sin conocimiento del representante de España. No ha habido, pues, ofensa, sino los preliminares de un litigio. Y en cuanto á pleito, éste es sin duda de menor cuantía.
La Ilustración Española y Americana - Año XXXI, nº 43, 22 de noviembre de 1887.

- Comienzos de la década de 1890: El Reino Unido pretende instalar una estación carbonera, cosa que no consigue, pero el sultán autoriza a los ingleses a sacar piedra de allí para construir diques en Gibraltar.
- 1894: la Guía General de Marítima del Ministerio de Marina muestra la isla como española. Causa gran revuelo el rumor de que el sultán de Marruecos habría cedido el islote al Reino Unido, extremo que este niega.
- 1902: el 27 de junio Miguel de Unamuno publica un artículo, conservado en la casa-museo del escritor y filósofo en Salamanca, titulado España-Perejil y la isla de Calipso[16] en la revista Alrededor del Mundo. El artículo era una reseña de un artículo anterior de Víctor Bernard, publicado en la revista Revue de Deux Mondes, que afirmaba que Perejil se denominó originalmente Hispania y que fue esta isla la que dio nombre a toda la península ibérica.[14] Ahí, incluye:

Este humilde y modestísimo peñasco está a casi igual distancia de la punta de Almanza y de la punta Leona, en el Estrecho de Gibraltar, y depende de Ceuta. Es de figura triangular, de piedra, con algunos arbustos, de una milla de bojeo y de 74 metros de altura. Es tan modesto y apocado el islote que es difícil hallarlo, pues hasta cuando está el tiempo claro no se le puede distinguir de la costa africana, uno de cuyos numerosos salientes parece.

- 1912: Tratado de Fez entre España y Francia, que delimita el área del Protectorado español de Marruecos, sin hacer referencia a la isla de Perejil como parte del mismo. No obstante, el islote fue ocupado militarmente por España sin que el Reino Unido objetara.
- 1956: tras finalizar el Protectorado (con la firma de la Declaración conjunta hispano-marroquí de 7 de abril de 1956), una guarnición española permanece en el islote.[17] Tropas españolas permanecieron en el territorio del antiguo protectorado hasta su repliegue definitivo en 1961.
- c. 1961: la guarnición militar española, formada por un cabo y cuatro soldados de la Compañía de Mar, dependientes de la Capitanía Militar del Norte de África, evacua la isla, quedando desde entonces deshabitada.
- 1961: finaliza el repliegue español del antiguo protectorado.[18]
- 6 de julio de 1963: acuerdos secretos entre el jefe del Estado español, Francisco Franco y el rey de Marruecos, Hassán II, conocidos como Espíritu de Barajas. Entre otras cuestiones, los acuerdos contenían la resolución, respecto al islote del Perejil, de que pasara a ser una especie de «tierra de nadie», de forma que ninguno de los dos países tuviera presencia militar o civil permanente en el islote.[19]
- Febrero de 1986: el proyecto de ley de estatuto de autonomía de la ciudad de Ceuta incluye, como parte del territorio de la ciudad, el islote de Perejil y el peñón de Vélez de la Gomera.[2] Marruecos protesta.
- 1991: se firma el Tratado de Amistad, buena vecindad y cooperación entre España y el Reino de Marruecos.[20]
- Marzo de 1995: se aprueba el Estatuto de Autonomía de Ceuta[21] sin incluir el islote de Perejil dentro de la autonomía de Ceuta.
- Julio de 2002: tiene lugar el denominado incidente de la isla de Perejil: Marruecos envía un grupo de gendarmes a la isla de Perejil alegando estar en una misión contra el tráfico de drogas (11 de julio). Tras días donde se incrementa la tensión España lanza la llamada «Operación Romeo-Sierra» para apresar a las fuerzas marroquíes y asegurar la soberanía española de la isla. Con mediación estadounidense, se llevan a cabo negociaciones directas entre Marruecos y España, abandonando las tropas españolas la isla (20 de julio).
- El 22 de julio se hace pública una nota conjunta entre ambos gobiernos confirmando el restablecimiento del statu quo anterior a estos acontecimientos, sin abandonar ninguno de los dos países sus pretensiones sobre la soberanía del islote.[1] Este hecho supuso el punto culminante de un periodo de tensiones diplomáticas entre ambos países. En julio la ministra de Asuntos Exteriores española viajó a Rabat y en septiembre el embajador marroquí se reincorporó a su puesto. Actualmente, la isla sigue estando desierta.

## La isla de Perejil en la cultura popular

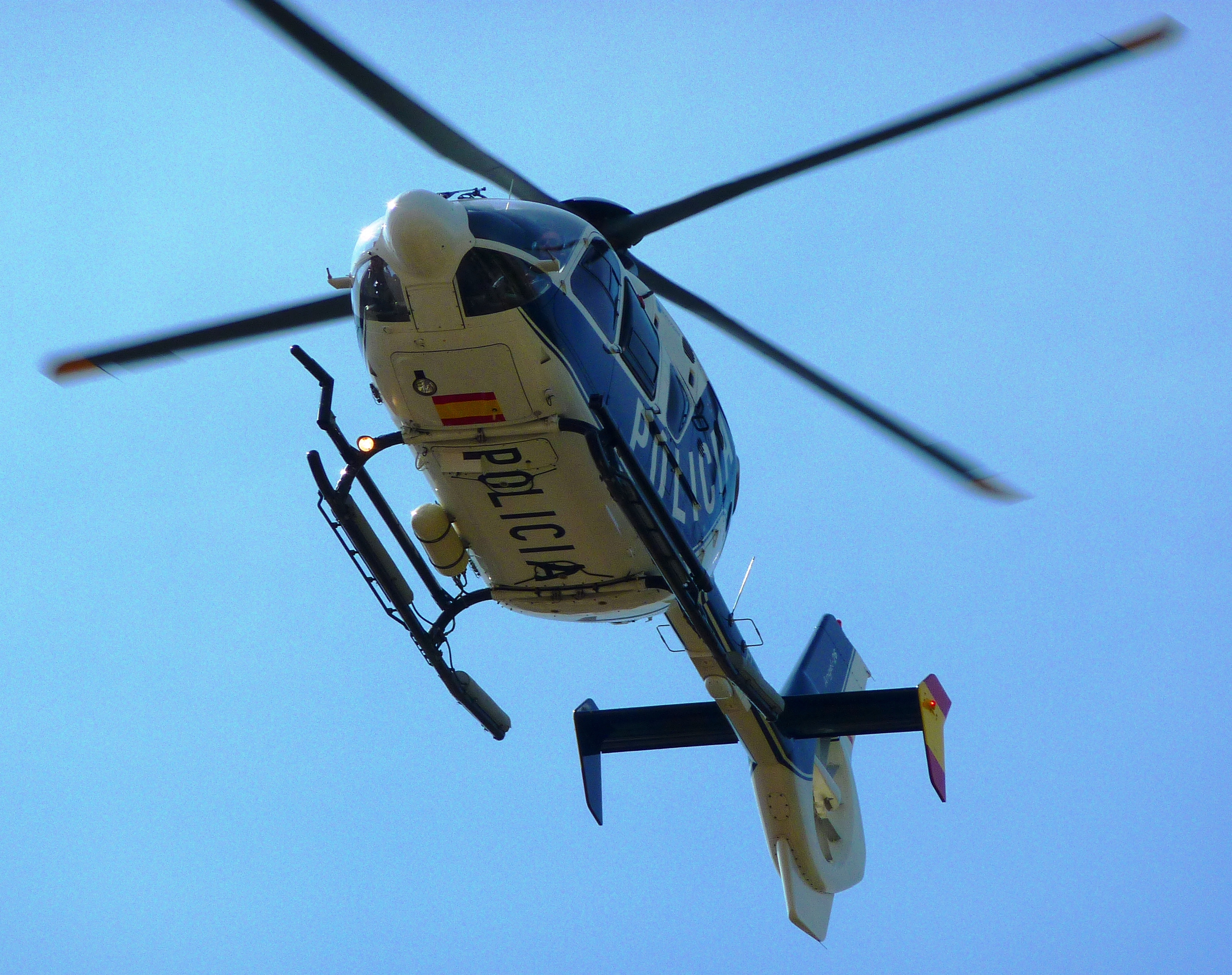
Helicóptero EC-135 del Cuerpo Nacional de Policía como el utilizado en la película del que logran zafarse en la ficción gracias a la cueva de la isla Perejil.

- En la película El Niño, dirigida por Daniel Monzón, aparece el islote y en concreto su cueva como lugar elegido por los dos contrabandistas para ocultarse de la Policía Nacional.[cita requerida]
- En 2016 se estrena la película La isla de Perejil, una producción marroquí con financiación de la Junta de Andalucía, que relata de forma satírica la crisis diplomática desatada por los hechos de 2002.[22]

### Crisis de la isla de Perejil
- Cronología de la crisis de Perejil, en la web de CNN+
- La crisis del islote Perejil
- Operación Perejil Archivado el 7 de febrero de 2008 en Wayback Machine.

### Soberanía
- «A propósito de la soberanía sobre el islote de Perejil», artículo de Jaume Saura Estapà en la Revista Electrónica de Estudios Internacionales (2002).
- «El falso contencioso de la Isla Perejil», artículo de María Rosa de Madariaga en el diario El País, 17 de julio de 2002.
- «Memoria histórica y relaciones hispano-marroquíes» (enlace roto disponible en Internet Archive; véase el historial, la primera versión y la última)., artículo de Juan B. Vilar, en el diario El País, 8 de agosto de 2002, en respuesta al anterior.
- «Más dudas que certezas», artículo de Luis Matías López en el diario El País, 19 de julio de 2002.
- «Aspectos históricos del conflicto de la Isla del Perejil», análisis de Dionisio García Flórez para el Real Instituto Elcano (14 de julio de 2002)
- «Las pretensiones de Marruecos sobre los territorios españoles del norte de África (1956-2002)», Documento de Trabajo (DT) n.º 15/2004 de Julio D. González Campos (16 de abril de 2004) para el Real Instituto Elcano (14 de julio de 2002).
- Punto de vista marroquí.

- Datos: Q191750
- Multimedia: Perejil Island / Q191750